# Memphis Slim and Willie Dixon at the Village Gate
Memphis Slim and Willie Dixon at the Village Gate — концертний альбом американського блюзового піаніста Мемфіса Сліма і контрабасиста Віллі Діксона, випущений у 1962 році лейблом Folkways.

## Опис
Ще один класичний запис Мемфіса Сліма і Віллі Діксона, на якому дует виконує декілька чудових пісень. Піт Сігер приєднується до Сліма і Діксона на двох піснях «Stewball» і «T for Texas» Джиммі Роджерса. Серед пісень «My Baby Don't Stand No Cheating» (більше відома як «My Babe») і «I Just Want to Make Love to You» Діксона і «Wish Me Well» і «We Are Going to Rock» (відома як «Rockin' the House») Сліма. Альбом записаний у відомому клубі Village Gate в Нью-Йорку.

## Список композицій
1. «Somebody Tell That Woman» — 2:42
2. «My Baby Don't Stand No Cheating» (Віллі Діксон) — 3:26
3. «Stewball» — 3:24
4. «Slop Boogie» — 7:50
5. «Misery Falls Like Rain» — 3:47
6. «Wish Me Well» (Мемфіс Слім) — 2:32
7. «T for Texas» (Джиммі Роджерс) — 4:42
8. «I Just Want to Make Love to You» (Віллі Діксон) — 4:07
9. «Try to Find My Baby» — 3:25
10. «One More Time» — 2:59
11. «Nobody Loves Me» — 2:24
12. «We Are Going to Rock» (Мемфіс Слім) — 3:07

## Учасники запису
- Мемфіс Слім — фортепіано, вокал (2, 3, 5, 6, 7)
- Віллі Діксон — контрабас, вокал (3, 8)
- Піт Сігер (3, 7) — банджо, вокал

Технічний персонал
- Рональд Клайн — дизайн
- Девід Гар — фотографія